# 一元路
一元路，原名皓街（Augusta street），是湖北省武汉市江岸区的一条垂直于长江的道路。东南到沿江大道，西北到中山大道，中间与洞庭街和胜利街相交。
一元路原为汉口城堡（俗称后城）的下端顶点。1895年和1896年，以城墙稍南处为界，两侧分别设立了汉口德租界和汉口法租界。一元路本身位于德租界内，为该租界6条垂直于江岸的道路中最靠南面的一条，命名为皓街（Augusta street）。1917年德租界被中国收回，次年更名。
一元路保存有一些历史风貌建筑，包括原德国驻汉口领事馆（今一元路2号武汉市外事办公室）、西门子洋行（今武汉市卫生局）、江汉关监督公署（今一元路5号武汉市档案局）、西本愿寺（今一元路6号）等。